# Émilie Cozette
Émilie Cozette (Pont-de-l'Arche, 1981) è una ballerina francese, danseuse étoile del balletto dell'Opéra di Parigi dal 2007 al 2023.

## Biografia
Émilie Cozette è nata in Normandia e nel 1993 è stata ammessa alla scuola di danza dell'Opéra di Parigi. Cinque anni più tardi ha iniziato a danzare nel corps de ballet della compagnia, facendo il suo debutto all'Opéra Garnier il 7 dicembre 1999 ne La Bayadère. Negli anni successivi ha fatto carriera rapidamente: nel 2002 è stata promossa a coryphée, nel 2003 a solista, nel 2004 a ballerina principale e nel 2007 a danseuse étoile dopo una rappresentazione della Cenerentola di Rudol'f Nureev.
Per il balletto dell'Opéra di Parigi ha danzato molti dei maggiori ruoli femminili del repertorio, tra cui Calliope nell'Apollon Musagete di George Balanchine e Myrtha nella Giselle di Jean Coralli e Jules Perrot. Inoltre ha danzato numerose parti coreografate da Nureev, tra cui Gazmati ne La Bayadère, Rosalina nel Romeo e Giulietta, la regina delle Driadi nel Don Chisciotte e Odette e Odile ne Il lago dei cigni. Come da tradizione, ha dato il suo addio alle scene dell'Opéra nel 2023 dopo il compimento dei quarantadue anni d'età.